# Tratatul de la Plussa
Tratatul sau armistițiul de la Plussa, sau de la Narva și Plusa (în rusă Плюсское перемирие, în suedeză Stilleståndsfördrag vid Narva å och Plusa) a fost un armistițiu între Rusia și Suedia, care a pus capăt Războiului Livonian (1558–1583). Armistițiul a fost semnat la 10 august 1583 pe malurile râului Pliussa⁠(d) la nord de orașul Pskov. Armistițiul trebuia să expire în 1586, dar a fost prelungit în 1585–1586.
Conform armistițiului, Suedia păstrat cetățile rusești anexate Ivangorod (Ivanslott), Iamburg, Koporie (Kaprio) și Korela⁠(d) (Kexholm/Käkisalmi) cu uezdurile lor, obținând astfel controlul asupra Ingriei⁠(d). Rusia a păstrat un coridor îngust către Marea Baltică pe estuarul râului Neva, între râurile Strelka și Sestra⁠(d).
La expirarea armistițiului în 1590, Rusia a reluat războiul împotriva Suediei⁠(d). În 1593, Rusia și Suedia au reluat negocierile de pace, care aveau să dureze doi ani. În cele din urmă, cele două țări au semnat Tratatul de la Teusina⁠(d) (Teavzino) din 1595.